# Павлюшин, Владимир Алексеевич
Владимир Алексеевич Павлю́шин (род. 1949) — российский учёный, специалист в области защиты растений, доктор биологических наук (1999), профессор (2000), академик РАСХН (2005; с 2013 — академик Российской академии наук), директор Всероссийского НИИ защиты растений (1998), член Президиума Русского энтомологического общества.

## Биография
Родился 3 января 1949 года в д. Бычки Дмитровского района Орловской области.
- 1971 — окончил Ленинградский сельскохозяйственный институт
- 1972 — младший и старший научный сотрудник Всероссийского НИИ защиты растений (ВНИИЗР)
- 1983 — руководитель лаборатории микробиологической защиты растений ВНИИЗР
- 1991 — заместитель директора по научной работе ВНИИЗР
- 1998 — директор Всероссийского НИИ защиты растений Российской академии сельскохозяйственных наук
- 1999 — защитил докторскую диссертацию (доктор биологических наук)
- 2000 — профессор
- 2005 — избран академиком РАСХН

## Труды
Автор более 150 научных трудов, из них 14 брошюр. Имеет 9 патентов на изобретения, разработчик системы биологической защиты овощных культур в закрытом грунте, участник создания 7 биопрепаратов (боверина, вертициллина — K, вертициллина — M, немабакта, алирина — Б, гамаира, энтонема — F). Награждён бронзовой и серебряной медалями ВДНХ.
- Мониторинг и борьба с мухами рода Phorbia на озимой пшенице: Рекомендации / Соавт. А. Г. Махоткин; Всерос. НИИ защиты растений. — СПб., 2001. — 36 с.
- Система биологической защиты овощных культур от вредителей и болезней в теплицах / Соавт.: Г. П. Иванова и др.; Всерос. НИИ защиты растений. — СПб., 2002. — 60 с.
- Технология мониторинга и сигнализации обработок против яблонной плодожорки, калифорнийской щитовки и парши яблони в Приазовье / Соавт. А. Г. Махоткин; Всерос. НИИ защиты растений. — СПб., 2002. — 50 с.
- Экологический мониторинг и методы совершенствования защиты зерновых культур от вредителей, болезней и сорняков: Рекомендации / Соавт.: В. И. Танский и др. — СПб., 2002. — 76 с.
- Карты распространения вредных организмов, патотипов, генов вирулентности возбудителей болезней, фитофагов, энтомопатогенов на территории Российской Федерации. Вып. 5 / Соавт.: В. А. Захаренко и др.; РАСХН. Отд-ние защиты растений. — М., 2003. — 64 с.

## Награды и признание
- Академик Россельхозакадемии (2005)
- Почетная грамота РАСХН
- Почетная грамота Министерства сельского хозяйства Российской Федерации
- Серебряная и бронзовая медали ВДНХ (1989,1981)
- Член бюро Отделения защиты растений РАСХН
- Член редколлегий научных журналов: «Вестник защиты растений», «Защита и карантин растений», «Гавриш»
- Председатель диссертационного совета при ВИЗР
- Член Совета СЗНМЦ РАСХН
- Член Президиума Русского энтомологического общества
- Член Совета ВПРС МОББ (Восточнопалеарктическая секция Международной организации по биологической борьбе с вредными животными и растениями)